# كيرشبة
كيراشبي (بالألمانية: Kierspe) هي بلدة ألمانية تقع في ألمانيا في Märkischer Kreis. يقدر عدد سكانها بـ 17,440 نسمة .

## المدن التوأمة
مدينة مونتيني لو بريتانيو هي مدينة توأمة لـكيراشبي.

## أعلام
- روغر شميت